# IL22
IL22 (англ. Interleukin 22) – білок, який кодується однойменним геном, розташованим у людей на короткому плечі 12-ї хромосоми. Довжина поліпептидного ланцюга білка становить 179 амінокислот, а молекулярна маса — 20 011.
| 10         |  | 20         |  | 30         |  | 40         |  | 50         |
| ---------- |  | ---------- |  | ---------- |  | ---------- |  | ---------- |
| MAALQKSVSS |  | FLMGTLATSC |  | LLLLALLVQG |  | GAAAPISSHC |  | RLDKSNFQQP |
| YITNRTFMLA |  | KEASLADNNT |  | DVRLIGEKLF |  | HGVSMSERCY |  | LMKQVLNFTL |
| EEVLFPQSDR |  | FQPYMQEVVP |  | FLARLSNRLS |  | TCHIEGDDLH |  | IQRNVQKLKD |
| TVKKLGESGE |  | IKAIGELDLL |  | FMSLRNACI  |  |            |  |            |

A: Аланін

C: Цистеїн

D: Аспарагінова кислота

E: Глутамінова кислота

F: Фенілаланін

G: Гліцин

H: Гістидин

I: Ізолейцин

K: Лізин

L: Лейцин

M: Метіонін

N: Аспарагін

P: Пролін

Q: Глутамін

R: Аргінін

S: Серин

T: Треонін

V: Валін

Кодований геном білок за функцією належить до цитокінів. 
Секретований назовні.